# Sam Nzima
 Masana Sam Nzima (* 8. August 1934 in Lillydale, Transvaal; † 12. Mai 2018 in Mbombela) war ein südafrikanischer Fotograf.

## Leben
Nzima wurde 1934 als Sohn eines Landarbeiters auf einer „weißen“ Farm in der Nähe des Kruger-Nationalparks geboren. Einer seiner Lehrer zeigte ihm, wie Kameras funktionieren. Der Junge kaufte sich eine Kodak Box und verdiente sein erstes Geld, indem er Touristen fotografierte und ihnen die Aufnahmen verkaufte.
Da Nzima nicht im Schulalter zur Farmarbeit gezwungen werden wollte, was damals im Arbeitsvertrag des Vaters festgelegt war, floh er nach Johannesburg und verdingte sich als Gärtner in Heiningham. Während des Aufenthalts in Johannesburg vollendete er die Mittelschule in Fernkursen. Ab 1956 arbeitete er als Kellner in einem Hotel und lernte durch einen Mitarbeiter des Hotels, Patrick Rikotso, mehr über das Fotografieren und begann Kollegen aufzunehmen. In den nächsten sechs Jahren arbeitete er als Telefonist im Chelsea Hotel im Johannesburger Stadtteil Hillbrow. Er las die Tageszeitung Rand Daily Mail und lernte so die Arbeiten des Fotojournalisten Allister Sparks kennen. Dessen Tätigkeit faszinierte ihn.
Während der Heimfahrten in seinen Heimatbezirk begann Nzima, über die Begebenheiten während dieser Busfahrten zu schreiben. Diese Berichte sandte er eines Tages zusammen mit während dieser Fahrten gemachten Fotos an die „schwarze“ Tageszeitung The World. Die Herausgeber der Zeitung fragten daraufhin an, ob er freier Mitarbeiter der Zeitung werden wolle. 1968 wurde er als Fotojournalist fest angestellt.
Am 16. Juni 1976 begann in Soweto ein Schüleraufstand, bei dem zahlreiche Schüler von der Polizei erschossen wurden. Nzima war als Fotograf in Orlando West in Soweto zur Stelle und machte eine Serie von Aufnahmen. Eines dieser Fotos wurde weltberühmt. Es zeigt Mbuyisa Makhubo, der den tödlich verletzten Schüler Hector Pieterson in den Armen trug, gefolgt von dessen 17-jähriger Schwester Antoinette Pieterson.
Die Veröffentlichung des Fotos in The World am nächsten Tage führte dazu, dass Nzima von der Sicherheitspolizei verhört wurde. Er begab sich in seine Heimatgemeinde, wo er bis zu seinem Tod zurückgezogen als Leiter einer Fotoschule arbeitete. Angebote südafrikanischer Zeitungen wie Rand Daily Mail oder The Star an Nzima, für diese als Reporter zu arbeiten, nachdem The World von der südafrikanischen Regierung geschlossen worden war, lehnte er aus Angst vor Repressalien ab.
Das Foto wurde vom Time Magazin zu einem der 100 einflussreichsten Fotos aller Zeiten gewählt. Nzima erhielt erst nach einem langen Rechtsstreit das Copyright für das Foto.
Der Regierungschef des Homelands Gazankulu, Hudson Ntsanwisi, ernannte Nzima 1979 zum Mitglied der Gesetzgebenden Versammlung. Er war auch Ratsmitglied im Gemeinderat von Lillydale und des Bezirksrats von Bohlabela.

## Ausstellungen
- 2010: Galerie Seippel, Köln: South African Photography 1950–2010, Apartheid/Struggle/Freedom
- 2010: Freundeskreis Willy-Brandt-Haus, Berlin: Südafrikanische Fotografie 1950-2010. Apartheid – Widerstand – Freiheit,[3] mit Ausstellungskatalog DNB 1001547195
- 2011: Volkshochschule Hannover: South African Photography 1950–2010[4]